# Myristinsäuremyristylester
Myristinsäuremyristylester ist eine chemische Verbindung aus der Gruppe der Fettsäureester.

## Vorkommen
Myristinsäuremyristylester kommt in Tabak und Tabakrauch vor.

## Gewinnung und Darstellung
Myristinsäuremyristylester kann durch Reaktion von Myristinsäure mit Myristylalkohol unter Säurekatalyse gewonnen werden. Das Produkt wird anschließend vom überschüssigen Myristylalkohol abgetrennt, mit Alkalien der Katalysator neutralisiert und dann gereinigt.
Es ist ebenfalls die enzymatische Synthese aus Myristylalkohol und Myristinsäure unter Verwendung einer unspezifischen Lipase aus dem Pilz Candida antarctica als Katalysator bekannt.

## Eigenschaften
Myristinsäuremyristylester ist ein brennbarer, schwer entzündbarer, wachsartigem weißer Feststoff mit charakteristischem Geruch, der praktisch unlöslich in Wasser ist.

## Verwendung
Myristinsäuremyristylester wird als Inhaltsstoff in kosmetischen Zubereitungen als Hautpflegemittel, Emolliens und Trübungsmittel verwendet.